# Маунт Морис (Илиноис)
Маунт Морис (енгл. Mount Morris) град је у америчкој савезној држави Илиноис.

## Демографија
По попису из 2010. године број становника је 2.998, што је 15 (-0,5%) становника мање него 2000. године.
| Група             | 2000.         | 2010.         |
| Белци             | 2.886 (95,8%) | 2.802 (93,5%) |
| Афроамериканци    | 5 (0,2%)      | 17 (0,6%)     |
| Азијати           | 13 (0,4%)     | 6 (0,2%)      |
| Хиспаноамериканци | 83 (2,8%)     | 124 (4,1%)    |
| Укупно            | 3.013         | 2.998         |